# 温室

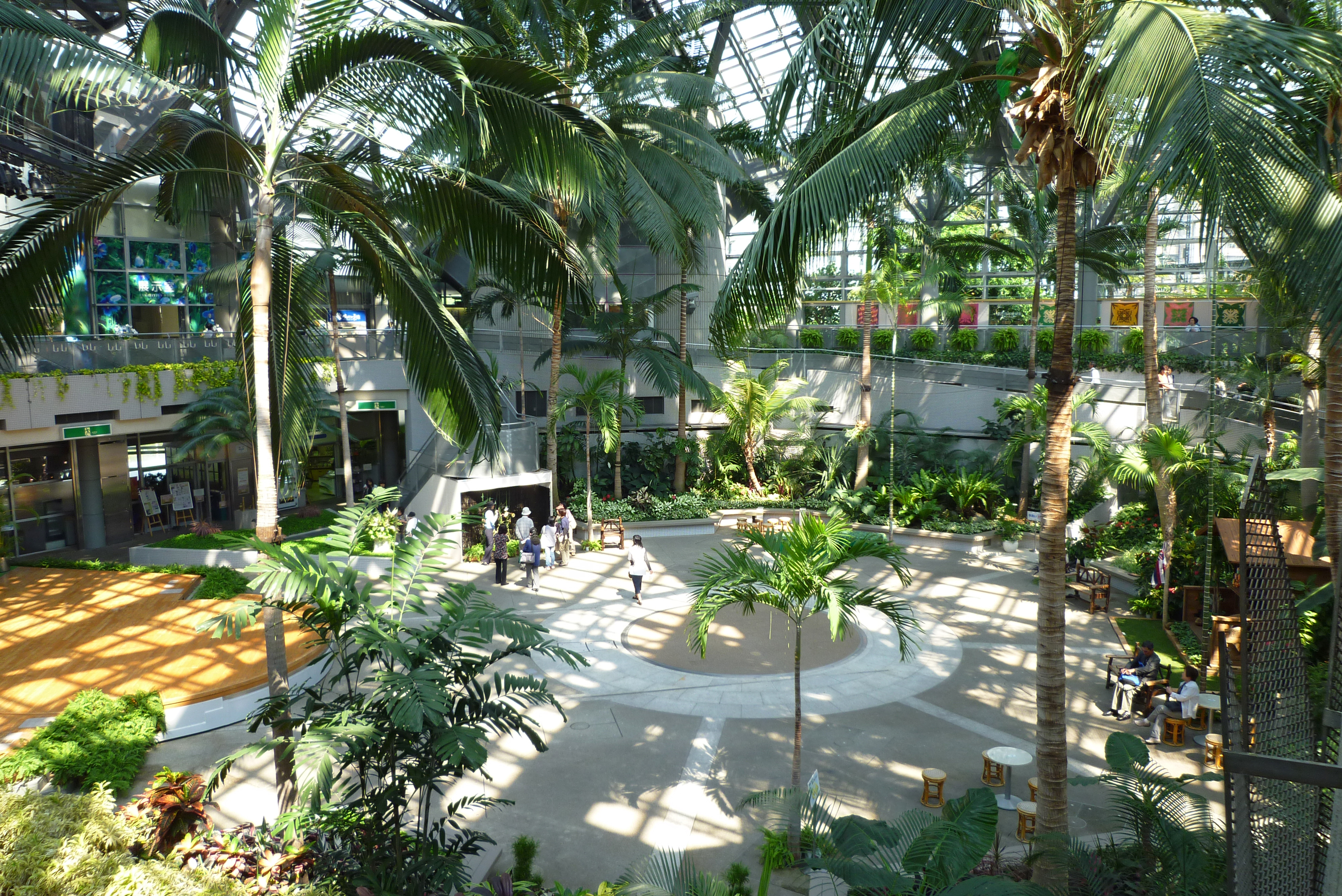
花博記念公園鶴見緑地の咲くやこの花館の温室

温室（おんしつ）とは、内部の温度を一定に保てるようにしたガラスやプラスチックフィルムなどで作られた建物。多くの場合、温度を上げることで、農家が農作物を栽培するために使用する他、植物園で暖かい地方の植物を展示・研究するのに利用される。
日本では、木や障子紙などで作られたものを暖室（おかむろ）や唐室（とうむろ）という。

## 歴史

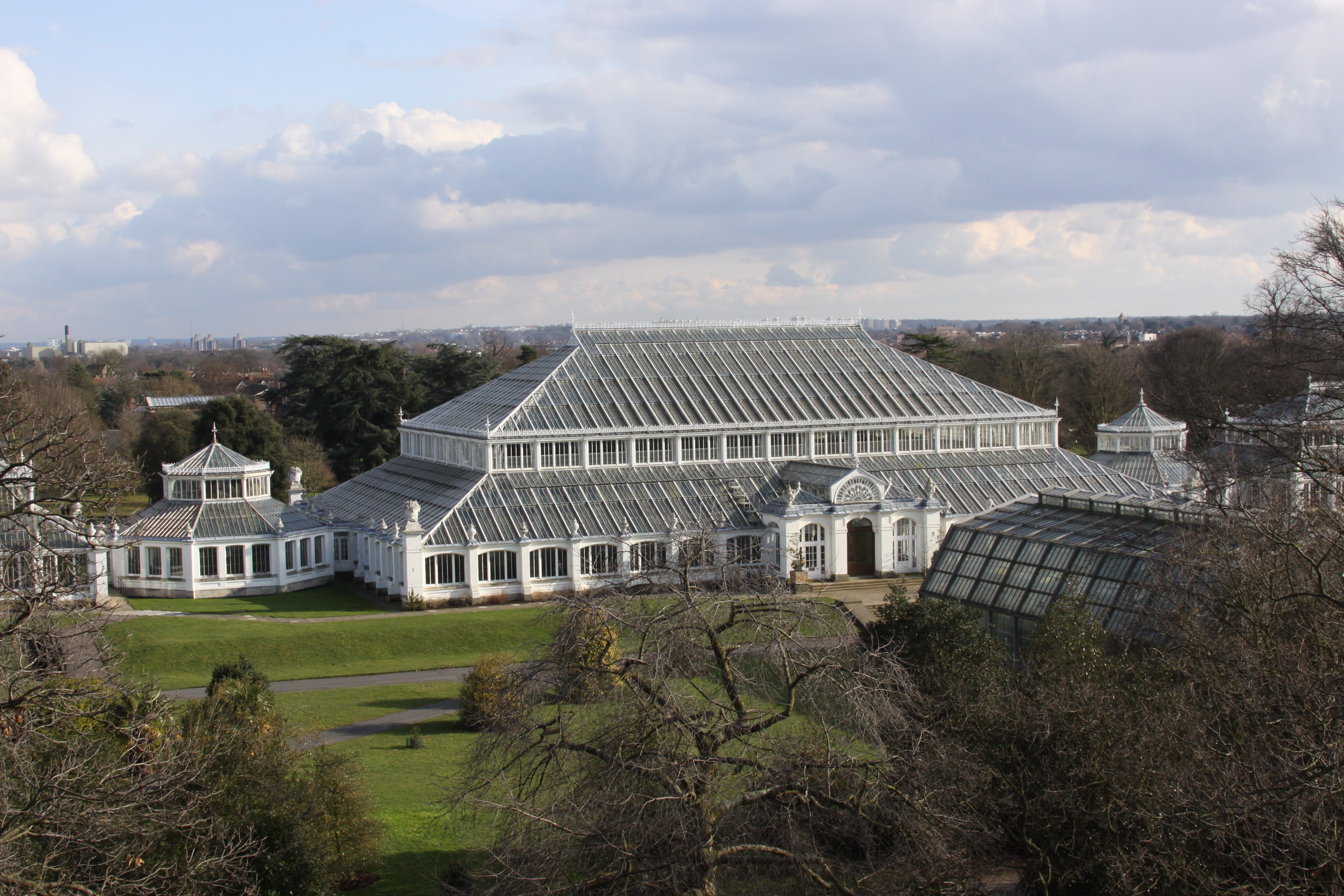
イギリス、キューガーデン内で最大の大きさの温室テンペレイトハウス

前漢の第10代皇帝元帝によって南陽郡太守にも任じられた召信臣は、年号竟寧（紀元前33年）代に宮廷内で使う武具や芸術等とともに、季節に外れた野菜を育てて食べるのは健康に悪いとして温室で使う燃料を削減するように上奏している。日本では明から伝来した「唐むろ」を改良して慶長年間に温室の一種が利用された。
ヨーロッパでは、紀元前1世紀のローマ時代の皇帝ティベリウスが毎日アルメニアキュウリを食していた記録がある。『博物誌』を著したプリニウスによれば、きゅうりの苗はカートに入れられ、太陽が当たる日は外に置かれ、夜などは暖かい家に入れられた。この家は specularia という油を塗った布、透明石膏(ラテン語：Lapis specularis)の板で作られたと記述されている。
ガラスの生産技術が向上した17世紀以降になると、ヨーロッパの上流階級の間で熱帯の果物を育てるオランジェリー、野菜などを育てるウィンターガーデン （温室）というような温室を建てるのが流行となった。そういった建物で有名なのは、世界遺産ともなったイギリスの王立植物園キューガーデン、ベルギーのラーケン王宮温室、フランスのベルサイユ・オランジェリーなどがある。その後、徐々に植物学者を抱える大学などにも建設されるようになった。イギリスで最初に導入したのは、チェルシー薬草園で1681年には完成していた。
日本史
慶長年間(1596-1614年）に、静岡県の三保で紙などで覆って促成栽培をしようという試みがされた。寛政年間(1789-1800年)には、江戸近郊の砂村で浅草紙（鼻紙・トイレットペーパーのようなもの）で幼苗を覆い促成栽培した記録がある。
日本で最初のガラスを使った温室は、1870年に東京青山の開拓使官園に設置されたものである。1890年代にフランスにも留学していた宮廷園芸技師・農学者福羽逸人が木のフレームにガラス障子を覆う方法を導入した。従来の油障子を使う方法より優れていたため普及するようになった。
ビニールを使う試みは昭和26年頃から行われ、従来の油紙などにかわり昭和30年（1955年）から実用化された。ただ、この頃はビニールハウスなどなく、より小型で畝毎にビニールで覆うトンネル栽培である。トンネルを大型にした方が、燃費や設置費用が高くなるが、雨天でも作業が行え保温性能も高くなることからビニールハウスが実用化された。

## 種類

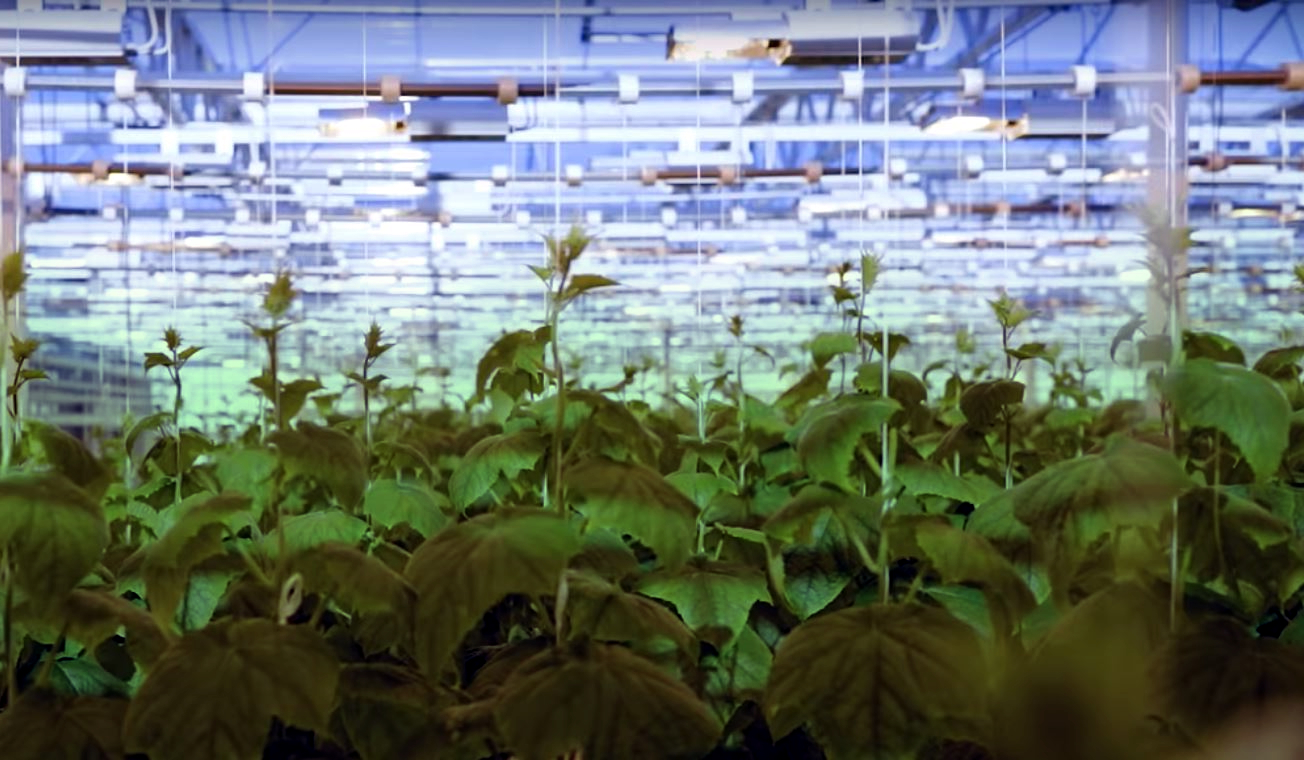
フィンランド、ナルピオの温室のサーマルライト。

### 素材
- ガラス室

温室用ガラスサイズの規格として、Dutch Lightと呼ばれるものが伝統的に存在する。大きさとしては、730mm x 1422 mmである。
- アクリル温室
- ビニールハウス（プラスチックハウス）
- ペーパーハウス（障子製）

### 形状
- パイプ型
- リッチェル型（richel）
- フェンロ型（venlo）、ダッチライト型

### その他
- フルオープン
- 空気膜2重被覆
- 唐むろ（英語版）（もしくはhotbox、Hotbed、暖室）

箱型の温室。箱型の温室（唐むろ、暖室）は、江戸時代天保中ごろに書かれた金生樹譜別録にも書かれており、開閉する天井部は障子紙となっており、風のある日は中に入れ、さらに毛氈（もうせん、フェルト）をかけて保温する様子も書かれている。

## 農業
H鋼等の強固な鋼材を使用し、その外面をガラスで被覆した構造をとる。基本的には間口が8m～14mぐらいある大屋根型が多いが、屋根部がノコギリの刃のように細かく並んだフェンロータイプとされるものもあり、どちらも一定の間隔で奥行き方向に柱を建ててゆくことで、奥行きの長さを自由に決めることができる。このほかに、農業用ポリ塩化ビニル（農ビ）や、農業用ポリオレフィン（POフィルム）、十数年の耐候性のあるフッ素フィルム（硬質フィルム）を被覆するハウスもあるが、これらはプラスチックハウス（ビニールハウス）と呼称され、一般的にはガラスを被覆した栽培施設のことを温室という。
中華人民共和国北部では、太陽温室（日光温室）と呼ばれる蓄熱壁（トロンブ壁）を持つ無加温温室が普及している。ソーラーハウスを参照。

## 植物園

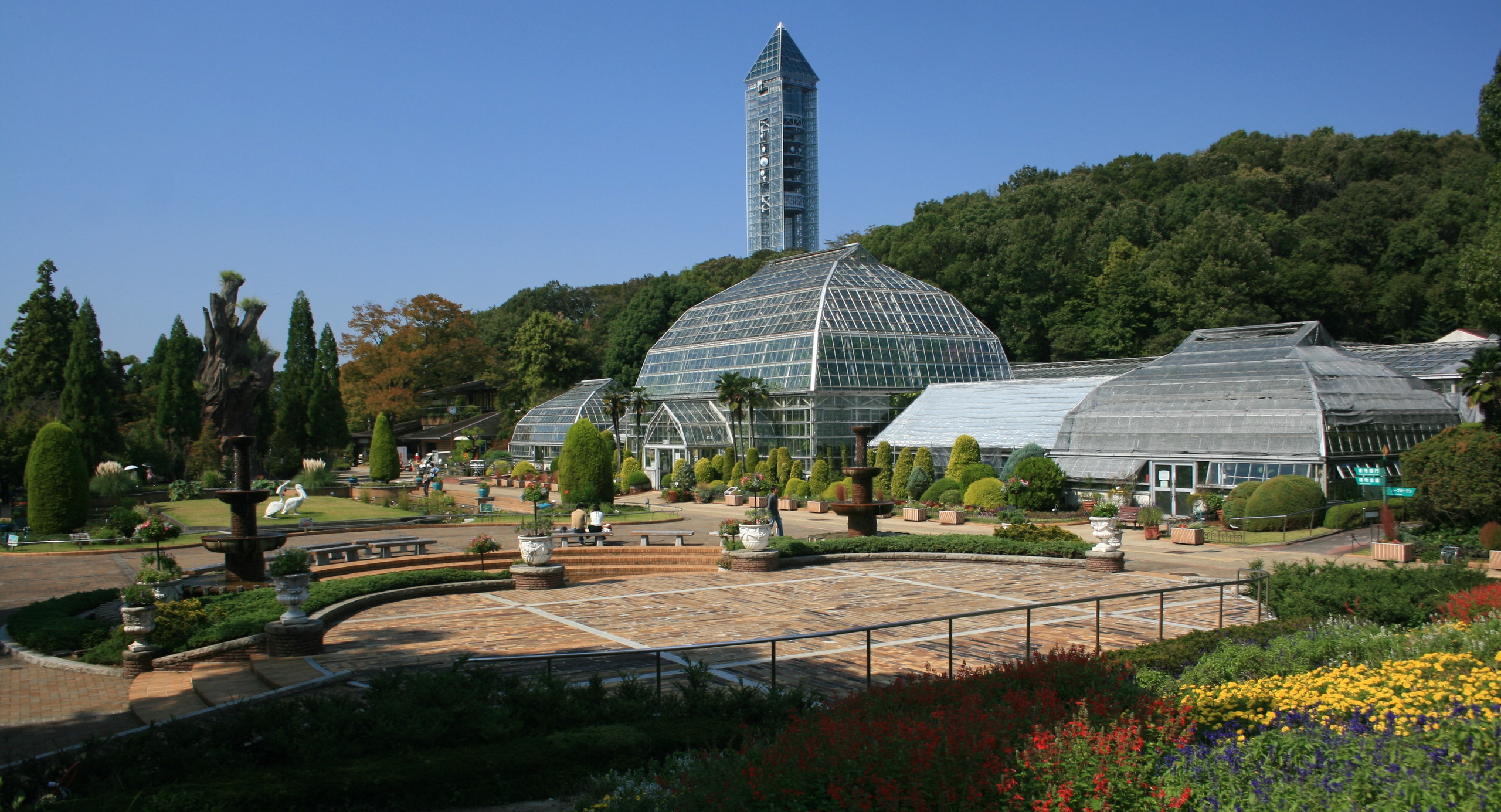
東山動植物園温室（2011年10月）

東京府・青山の開拓使農園（明治3年）の温室が、日本で初めてのガラス製の温室である。現存している温室で最古のものは、東山動植物園の温室（国の重要文化財）である。多くの植物園では熱帯地方や乾燥帯地方の植物を展示するために温室を設けている。また、熱帯をテーマにしたもっぱら娯楽のためのテーマパークも設けられ、そのような施設では植物をただ展示するだけではなく、蝶やワニ・ヘビ等を飼育していることもある。